# Carpophthoromyia angusticeps
Carpophthoromyia angusticeps är en tvåvingeart som beskrevs av Mario Bezzi 1923. Carpophthoromyia angusticeps ingår i släktet Carpophthoromyia och familjen borrflugor.
Artens utbredningsområde är Tchad. Inga underarter finns listade.